# Loubigné
Loubigné és un municipi francès situat al departament de Deux-Sèvres i a la regió de la Nova Aquitània. L'any 2007 tenia 169 habitants.

## Demografia

### Població
El 2007 la població de fet de Loubigné era de 169 persones. Hi havia 68 famílies de les quals 20 eren unipersonals (16 homes vivint sols i 4 dones vivint soles), 16 parelles sense fills, 24 parelles amb fills i 8 famílies monoparentals amb fills.
La població ha evolucionat segons el següent gràfic:
Habitants censats

### Habitatges
El 2007 hi havia 89 habitatges, 73 eren l'habitatge principal de la família, 8 eren segones residències i 8 estaven desocupats. 88 eren cases i 1 era un apartament. Dels 73 habitatges principals, 63 estaven ocupats pels seus propietaris i 11 estaven llogats i ocupats pels llogaters; 7 tenien dues cambres, 15 en tenien tres, 18 en tenien quatre i 34 en tenien cinc o més. 52 habitatges disposaven pel capbaix d'una plaça de pàrquing. A 36 habitatges hi havia un automòbil i a 28 n'hi havia dos o més.

### Piràmide de població
La piràmide de població per edats i sexe el 2009 era:
| Homes | Edats   | Dones |
| ----- | ------- | ----- |
| 0     | 95 o +  | 0     |
| 0     | 90 a 94 | 0     |
| 0     | 85 a 89 | 4     |
| 0     | 80 a 84 | 0     |
| 4     | 75 a 79 | 4     |
| 8     | 70 a 74 | 4     |
| 4     | 65 a 69 | 8     |
| 12    | 60 a 64 | 12    |
| 0     | 55 a 59 | 8     |
| 0     | 50 a 54 | 4     |
| 4     | 45 a 49 | 4     |
| 8     | 40 a 44 | 0     |
| 4     | 35 a 39 | 8     |
| 8     | 30 a 34 | 0     |
| 4     | 25 a 29 | 12    |
| 0     | 20 a 24 | 0     |
| 0     | 15 a 19 | 8     |
| 0     | 10 a 14 | 0     |
| 0     | 5 a 9   | 8     |
| 8     | 0 a 4   | 8     |

## Economia
El 2007 la població en edat de treballar era de 97 persones, 73 eren actives i 24 eren inactives. De les 73 persones actives 66 estaven ocupades (34 homes i 32 dones) i 7 estaven aturades (3 homes i 4 dones). De les 24 persones inactives 10 estaven jubilades, 8 estaven estudiant i 6 estaven classificades com a «altres inactius».

### Ingressos
El 2009 a Loubigné hi havia 73 unitats fiscals que integraven 170 persones, la mediana anual d'ingressos fiscals per persona era de 15.005 €.

### Activitats econòmiques
Dels 9 establiments que hi havia el 2007, 1 era d'una empresa extractiva, 5 d'empreses de construcció, 1 d'una empresa financera, 1 d'una empresa immobiliària i 1 d'una empresa de serveis.
Dels 5 establiments de servei als particulars que hi havia el 2009, 1 era un paleta, 1 guixaire pintor, 1 fusteria i 2 empreses de construcció.
L'any 2000 a Loubigné hi havia 22 explotacions agrícoles que ocupaven un total de 1.001 hectàrees.

## Poblacions més properes
El següent diagrama mostra les poblacions més properes.